# Pokers (film)
Pour le film de Catherine Corsini, voir Poker.
Pour plus de détails, voir Fiche technique et Distribution.
Pokers (titre original : Gutshot Straight) est un film d'action américain réalisé par Justin Steele, sorti en 2014.

## Synopsis
Un joueur de poker, Jack Daniels, est menacé ainsi que sa famille à cause d'un pari avec la mafia ayant dégénéré.

## Fiche technique
- Titre : Pokers
- Titre original : Gutshot Straight
- Réalisation : Justin Steele
- Scénario : Jerry Rapp
- Musique : Keith Waggoner
- Costumes : Shawna Barbeau
- Pays d’origine :  États-Unis
- Langue : Anglais
- Genre : Film d'action, Thriller
- Durée : 85 minutes
- Dates de sortie :
  -  États-Unis : 2 décembre 2014

## Distribution
- George Eads : Jack
- AnnaLynne McCord (VF : Isabelle Sempéré) : May
- Stephen Lang : Duffy
- Steven Seagal (VF : Jean-François Aupied) : Paulie Trunks
- Tia Carrere : Leanne
- Vinnie Jones : Carl
- Ted Levine : Lewis
- Fiona Dourif : Gina
- Elsie Fisher : Stephanie
- John Lewis : Nico
- Daniel Aldema : Forrest
- Mark D. Espinoza : Schmidt
- Loni Love : Ms. Love
- Katie Lanigan : Stace
- John Rushing : Pete

Version française sur RS-Doublage. Direction artistique : Yann Legay